# Mordellistena nigrobimaculata
Mordellistena nigrobimaculata is een keversoort uit de familie spartelkevers (Mordellidae). De wetenschappelijke naam van de soort is voor het eerst geldig gepubliceerd in 1924 door Chobaut.